# Ulrich I. (Regenstein)
Graf Ulrich (I.) von Regenstein (erwähnt zwischen 1219 und 1265) war Regent der Grafschaft Regenstein im Harz.

## Leben
Er stammte aus dem Geschlecht der Grafen von Regenstein und war der Sohn des  Grafen Heinrich I. von Regenstein.
1264 wird er als senior bezeichnet. Auf ihn geht die Heimburger Linie des Regensteiner Grafen zurück.